# 清岩洞
清岩洞（：／ Cheongam dong */?）是位於韓國首爾龙山区的一个法定洞，隶属于元曉路2洞。本洞東面與山泉洞、南面與元曉路4街相接。

## 历史
- 1396年 - 為漢城府城底十里的一部分，並且劃歸龍山坊管轄。
- 1751年 - 該區域改名為桃花洞契的一部分。
- 1894年 - 該區域改名為桃花洞外洞。
- 1910年10月 - 該區域劃歸至龍山面。
- 1914年 - 該區域改名為岩根町。
- 1943年 - 劃歸至龙山区。
- 1946年10月 - 改為現在名稱，並劃入至元曉路2洞管轄。